# Giles Lawrence
Giles Lawrence, DCL foi um padre anglicano inglês no século XVI.
Lawrence nasceu em Gloucestershire e foi educado no Corpus Christi College, em Oxford. Ele foi Professor Regius de grego em Oxford de 1548 a 1553. Ele tinha residências em Minety, Chalgrove e Rickmansworth. Lawrence foi o arquidiácono de Wilts de 1564 a 1577; e o arquidiácono de São Albano de 1581 a 1582.